# لونتسیگ
لونتسیگ (به آلمانی: Lunzig) یک منطقهٔ مسکونی در آلمان است که در لانگنوتسندورف واقع شده‌است.
 لونتسیگ  ۱۵۹ نفر جمعیت دارد.